# Onciale 0198
- Papyrus
- Onciale
- Minuscules
- Lectionnaire

Le Codex 0198, portant le numéro de référence 0198 (Gregory-Aland), est un manuscrit du Nouveau Testament sur parchemin écrit en écriture grecque onciale.

## Description
Le codex se compose de deux folios. Il est écrit en une colonne, de 7 lignes par colonne. Les dimensions du manuscrit sont 11 x 7.5 cm. Les paléographes datent ce manuscrit du VIe siècle,.
C'est un manuscrit contenant le texte incomplet de la Épître aux Colossiens (3,15-16.20-21). 
Le texte du codex représenté type mixte. Kurt Aland le classe en Catégorie III.
Le manuscrit a été examiné par Herbert John Mansfield Milne.
Lieu de conservation
Il est conservé à la British Library (Pap. 459) à Londres.